# アーメル・アブドゥッラフマーン
アーメル・アブドゥッラフマーン（アラビア語: عامر عبدالرحمن、Amer Abdulrahman、1989年3月7日  - ）は、アラブ首長国連邦・アブダビ出身のサッカー選手。アル・ジャジーラ・クラブ所属。アラブ首長国連邦代表。ポジションはMF。日本語では、「アメル・アブドゥルラフマン」と表記されることがある。

## 来歴

### クラブ
1998年にバニーヤースSCの下部組織に加入し、2006年にトップチームへ昇格。2013シーズンのガルフ・クラブ・チャンピオンズカップでは優勝を果たした。

### 代表
AFC U-19選手権2008では優勝を果たし、翌年開催の2009 FIFA U-20ワールドカップにも出場した。
2010年のアジア大会では準優勝となり、2012年ロンドン五輪にも出場。
A代表初選出は2009年。AFCアジアカップ2011の代表メンバーに選ばれ全試合で先発出場した。ガルフカップ2013の優勝メンバー。

## タイトル
代表
- AFC U-19選手権 : 2008
- ガルフ五輪選手権 : 2010
- ガルフカップ : 2013

クラブ
- 国際タイトル
  - ガルフ・クラブ・チャンピオンズカップ : 2013